# Symbolanthus elisabethae
Symbolanthus elisabethae là một loài thực vật có hoa trong họ Long đởm. Loài này được (M.R.Schomb.) Gilg miêu tả khoa học đầu tiên năm 1896.